# Euxesta chavannei
Euxesta chavannei är en tvåvingeart som beskrevs av Juan Brèthes 1914.
Euxesta chavannei ingår i släktet Euxesta och familjen fläckflugor. Inga underarter finns listade i Catalogue of Life.